# Les Femmes et le Secret
Les Femmes et le Secret est la sixième fable du livre VIII de Jean de La Fontaine situé dans le second recueil des Fables de La Fontaine, édité pour la première fois en 1678. Elle traite de la propagation de la rumeur.
La Fontaine prend comme source le texte d'Abstémius "De l'homme qui avait dit à son épouse qu'il avait pondu un œuf" (Hecatonmythium, CXXXIX).

## Résumé de la fable
La Fontaine dénonce la vitesse à laquelle se propage et s'exagère un secret ainsi que le fait que les femmes, et certains hommes, ne sachent pas le garder : « Rien ne pèse tant qu'un secret/Le porter loin est difficile au dames/ Et je sais même sur ce fait/Bon nombre d'hommes qui sont femmes. » (vers 1 à 4). La fable raconte l'histoire d'un homme qui pour éprouver son épouse lui fait croire qu'il vient de pondre un œuf tout en lui demandant de garder le secret ; le fabuliste montre qu'en une journée un nombre considérable de personnes est au courant.

## Illustrations

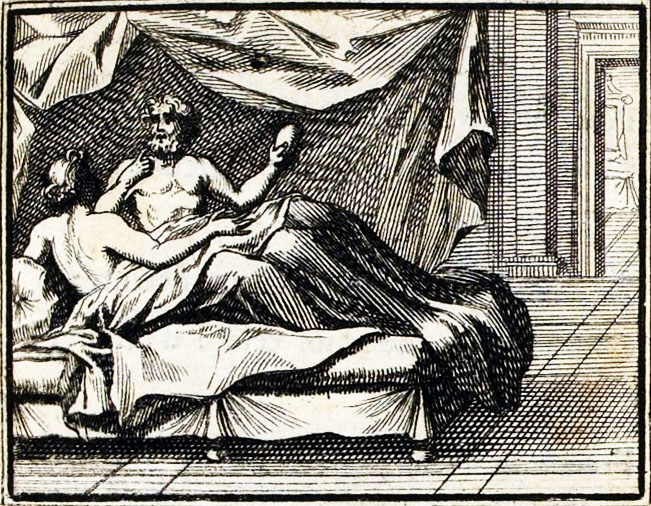
Gravure de François Chauveau (1688).
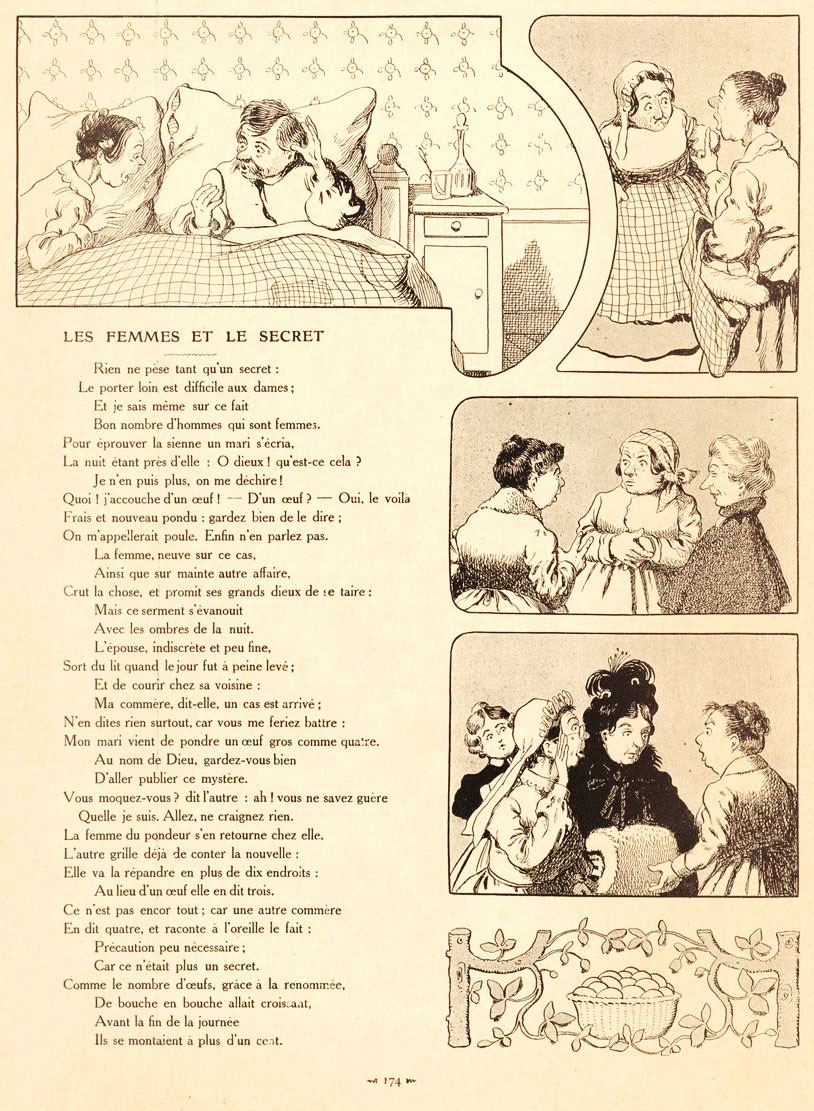
Illustration de Benjamin Rabier (1906).
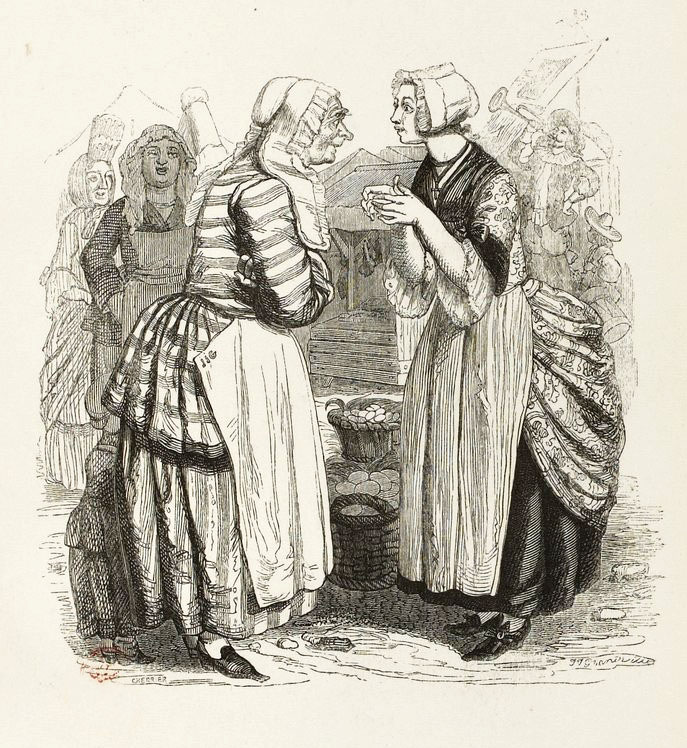
Dessin de Grandville (1838-1840).
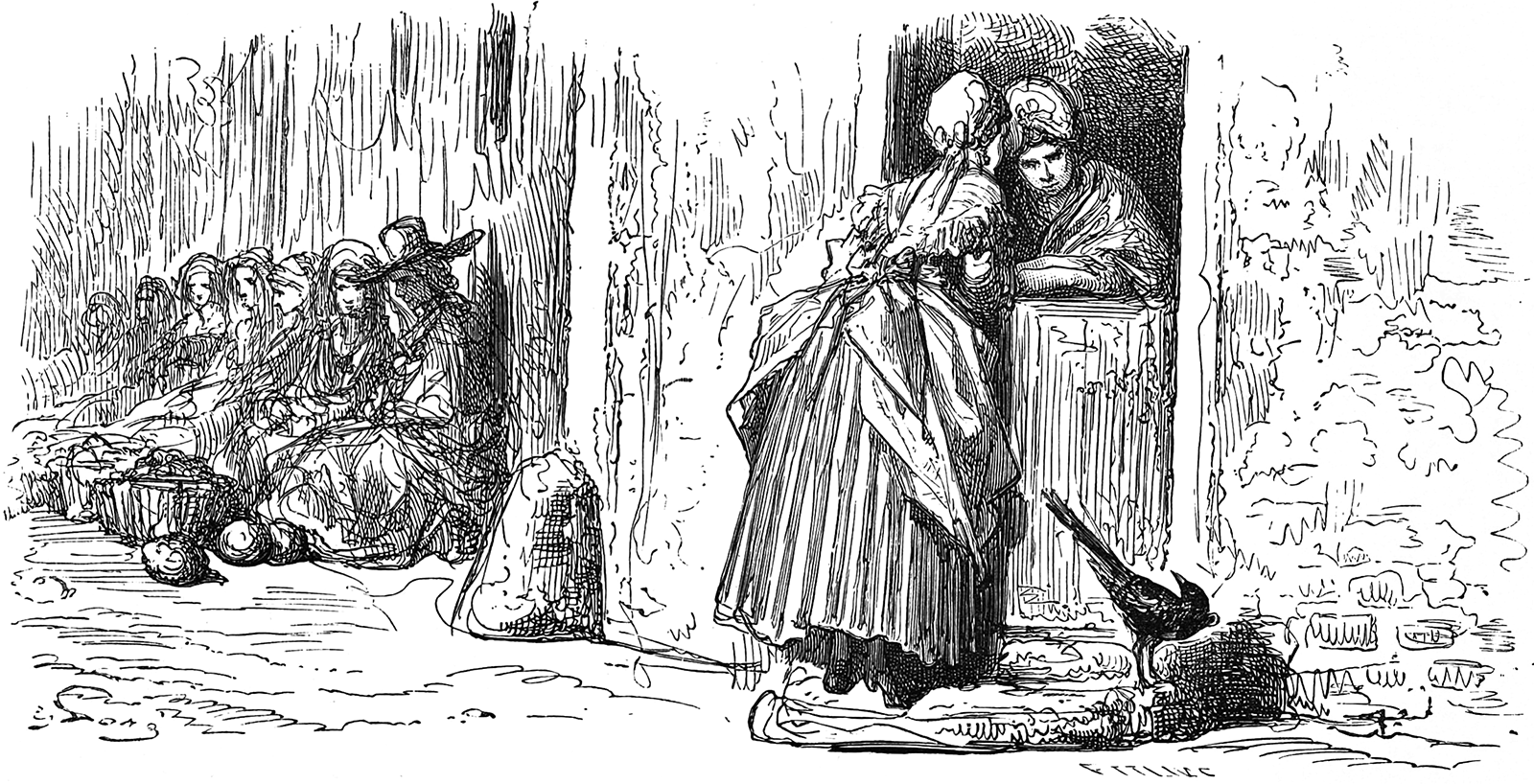
Gravure de Gustave Doré (1876).

## Mise en musique
- Pierre Vachon : Les Femmes et le Secret, comédie en 1 acte mêlée d'ariettes, sur un livret de A-F Quétant, d'après la fable de La Fontaine (créée le 9 novembre 1767 à la Comédie-italienne de Paris).

## Texte de la fable
Rien ne pèse tant qu'un secret :  

Le porter loin est difficile aux  dames ;  

Et je sais même sur ce  fait  

Bon nombre d'hommes qui  sont femmes. 

Pour éprouver la sienne un mari s'écria,

La nuit étant près d'elle : " Ô Dieux ! qu'est-ce cela ? 

Je n'en puis plus ! on me  déchire !

Quoi ? j'accouche d'un œuf ! - D'un œuf ? - Oui, le voilà

Frais et nouveau pondu. Gardez bien de le dire : 

On m'appellerait poule. Enfin n'en parlez pas. "

La femme neuve sur ce cas, 

Ainsi que sur mainte autre affaire,

Crut la chose, et promit ses grands dieux de se taire.

Mais ce serment s'évanouit

Avec les ombres de la nuit. 

L'épouse indiscrète et peu fine,

Sort du lit quand le jour fut à peine levé ;

Et de courir chez sa  voisine. 

Ma commère, dit-elle, un cas est arrivé ; 

N'en dites rien surtout, car vous me feriez battre :

Mon mari vient de pondre un œuf gros comme quatre.

Au nom de Dieu gardez-vous  bien 

D'aller publier ce  mystère. 

- Vous moquez-vous ? dit l'autre : Ah ! vous ne savez guère 

Quelle je suis. Allez, ne craignez  rien. "

La femme du pondeur s'en retourne chez elle.

L'autre grille déjà de conter la nouvelle ;

Elle va la répandre en plus de dix endroits. 

Au lieu d'un œuf elle en  dit trois. 

Ce n'est pas encore tout, car une autre commère

En dit quatre, et raconte à l'oreille le fait,

Précaution peu nécessaire, 

Car ce n'était plus un  secret.

Comme le nombre d'œufs, grâce à la renommée, 

De bouche en bouche allait  croissant,

Avant la fin de la journée 

Ils se montaient à plus  d'un cent.
— Jean de La Fontaine, Fables de La Fontaine, Les Femmes et le Secret, texte établi par Jean-Pierre Collinet, Fables, contes et nouvelles, Gallimard, « Bibliothèque de la Pléiade », 1991, p. 299